# Wentworth (Carolina del Nord)
Wentworth és una població dels Estats Units i seu del comtat de Rockingham a l'estat de Carolina del Nord. Segons el cens del 2000 tenia 2.779 habitants.

## Demografia
Segons el cens del 2000, Wentworth tenia 2.779 habitants, 1.018 habitatges i 784 famílies. La densitat de població era de 75 habitants per km².
Dels 1.018 habitatges en un 35,7% hi vivien nens de menys de 18 anys, en un 62,4% hi vivien parelles casades, en un 9,9% dones solteres, i en un 22,9% no eren unitats familiars. En el 19,5% dels habitatges hi vivien persones soles el 7,3% de les quals corresponia a persones de 65 anys o més que vivien soles. El nombre mitjà de persones vivint en cada habitatge era de 2,6 i el nombre mitjà de persones que vivien en cada família era de 2,98.
Per edats la població es repartia de la següent manera: un 24% tenia menys de 18 anys, un 7,8% entre 18 i 24, un 32% entre 25 i 44, un 25% de 45 a 60 i un 11,3% 65 anys o més.
L'edat mediana era de 38 anys. Per cada 100 dones de 18 o més anys hi havia 107,6 homes.
La renda mediana per habitatge era de 39.083 $ i la renda mediana per família de 45.865 $. Els homes tenien una renda mediana de 31.515 $ mentre que les dones 23.116 $. La renda per capita de la població era de 18.071 $. Entorn del 3,9% de les famílies i el 4,5% de la població estaven per davall del llindar de pobresa.

## Poblacions més properes
El següent diagrama mostra les poblacions més properes.